# Ron Huldai

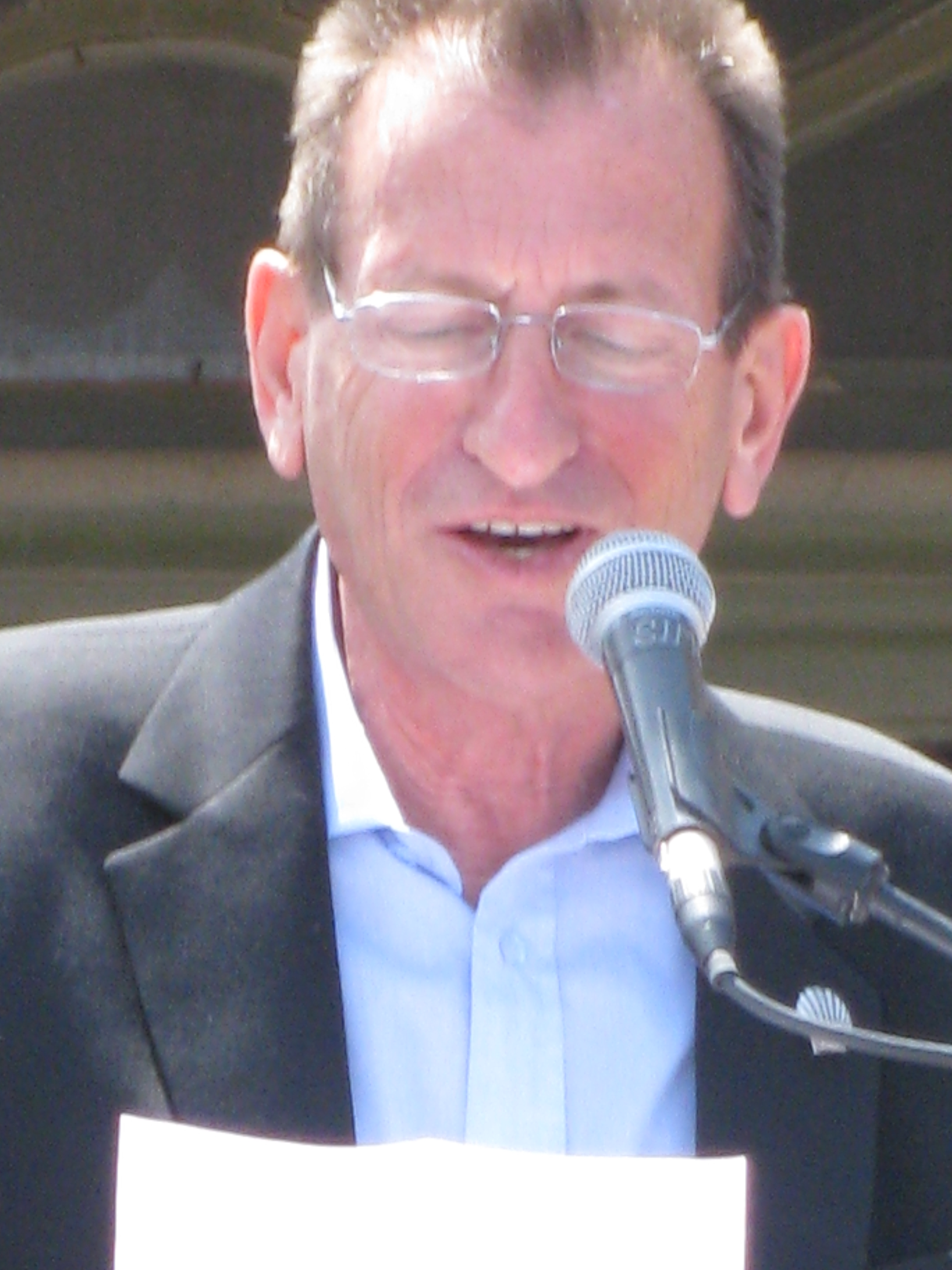
Ron Huldai

Ron Huldai (Hebreeuws: רון חולדאי ) (Kibboets Hulda (nu Regionale raad van Gezer, toen: Mandaatgebied Palestina, 26 augustus 1944) is een Israëlische politicus, universiteitsbestuurder en voormalig gevechtspiloot en -brigadegeneraal. Hij behoort tot de Arbeidspartij en is sinds 1998 burgemeester van de stad Tel Aviv.
Hij werd geboren in de kibboets Hulda (zijn achternaam is afkomstig van de naam van de kibboets) uit ouders afkomstig uit de Poolse stad Łódź. Hij studeerde geschiedenis aan de Universiteit van Tel Aviv. Voorts studeerde hij aan de Auburn University Montgomery in de Amerikaanse staat Alabama, aan de US Air Force Air War College op de Maxwell Air Force Base in Montgomery (Alabama) en het Advanced Management Program aan het Wharton College van de Universiteit van Pennsylvania.

## Ha-Israelim
Eind december 2020 verklaarde hij voor de pers dat hij bij de Israëlische parlementsverkiezingen van 23 maart 2021 voor de 24 Knesset mee zou doen met een nieuwe centrumlinkse partij Ha-Israelim {vertaald: "de Israëliërs"). Het moet een links alternatief voor de Likoed van Benjamin Netanyahu zijn, nadat eerder al een nieuwe rechtse partij was opgericht als alternatief voor Netanyahu, Gideon Sa'ar's Nieuwe Hoop. De minister van Justitie Avi Nissenkorn stapt over van Blauw en Wit naar Ha-Israelim. Kort na het bekendmaken stond de nieuwe partij in Israëlische opiniepeilingen op zo'n acht zetels. Op 31 januari verliet Avi Nissenkorn de partij, om een lijstverbinding met de Arbeidspartij van Merav Michaeli mogelijk te maken. Toch ging de lijstverbinding met andere partijen niet door, waarna Huldai op 4 februari 2021 bekendmaakte dat zijn partij Ha-Israelim niet zou deelnemen aan de verkiezingen voor de 24e Knesset in maart 2021.
- Gemeinsame Normdatei: 124535096X
- Library of Congress Control Number: n2021059177
- Nationale Bibliotheek van Israël: 987007601820905171
- Virtual International Authority File: 316747267